# Jean-Jacques Antheaume
Pour les articles homonymes, voir Antheaume.
Jean-Jacques Antheaume (né à Paris en 1727 et mort dans la même ville le 5 février 1802) est un céramiste français actif au XVIIIe siècle.

## Biographie
Jean-Jacques Antheaume travaille comme peintre à la Manufacture de Vincennes en 1752, puis de 1753 à 1754 à la Manufacture de Chantilly, année où il effectue son retour à Vincennes jusqu'au déménagement de 1756. Il suit l'équipe à Sèvres et quitte la Manufacture nationale de Sèvres en 1758.
Jean-Jacques Antheaume marque ses pièces avec le dessin d'une petite maison.

## Œuvres dans les collections publiques
- Chantilly, musée Condé : écuelle ; couvercle ; plateau, 1757, porcelaine tendre. Écuelle : 6,8 cm sans couvercle, 12,8 cm avec couvercle ; diamètre : 14,6 cm ; largeur : 20 cm. Plateau : 4,8 × 29 × 21,7 cm. Inscriptions : « P » en cursive en creux, et figure évoquant un « X » ; marque de J.J. Antheaume ; deux « LL » entrelacés avec lettre-date « E(1757) » en bleu, et deux points sous le plateau[3].